# ハルガ (デンマーク王)
ハルガ（Halga）は、6世紀デンマークの伝説的な王。アングロサクソンとスカンディナヴィアの伝承で語られている。娘のユルサと近親相姦したと言われており、娘との間に息子ロルフを儲けた。